# Observatorio de La Cañada
El Observatorio J87 La Cañada es un observatorio astronómico situado en Ávila, España, propiedad del astrofísico Juan Lacruz. Su actividad principal es el seguimiento y búsqueda de objetos cercanos a la Tierra, de otros asteroides y de cometas.
El observatorio se incorporó a la Unión Astronómica Internacional enviando su primer informe de observaciones astrométricas en el verano de 2002. El Centro de Planetas Menores le asignó el código de observatorio J87: La Cañada.

## Instrumental
El observatorio dispone de un Telescopio Meade LX200 16" + CCD

## Descubrimientos
A fecha 5 de octubre de 2015, se habían descubierto 62 objetos denominados desde el observatorio, entre los que pueden citarse los asteroides (117413) Ramonycajal y (117435) Severochoa, dedicados a los dos científicos españoles premiados con el Nobel.

## Eponimia
- El asteroide (159164) La Cañada lleva este nombre en referencia al pueblo donde se halla ubicado.[3]

## Galería

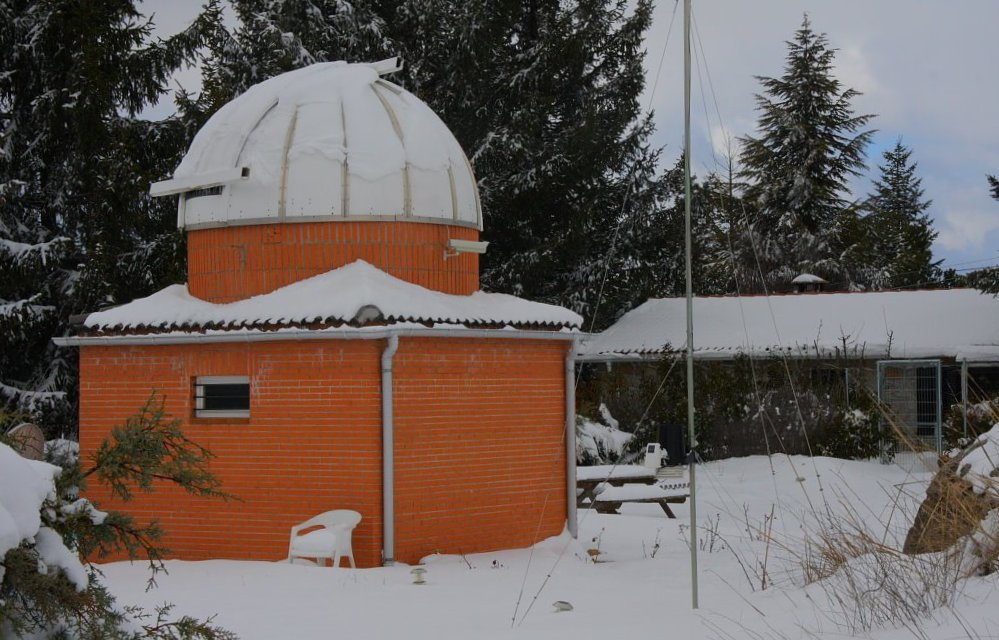
Una vista invernal del observatorio
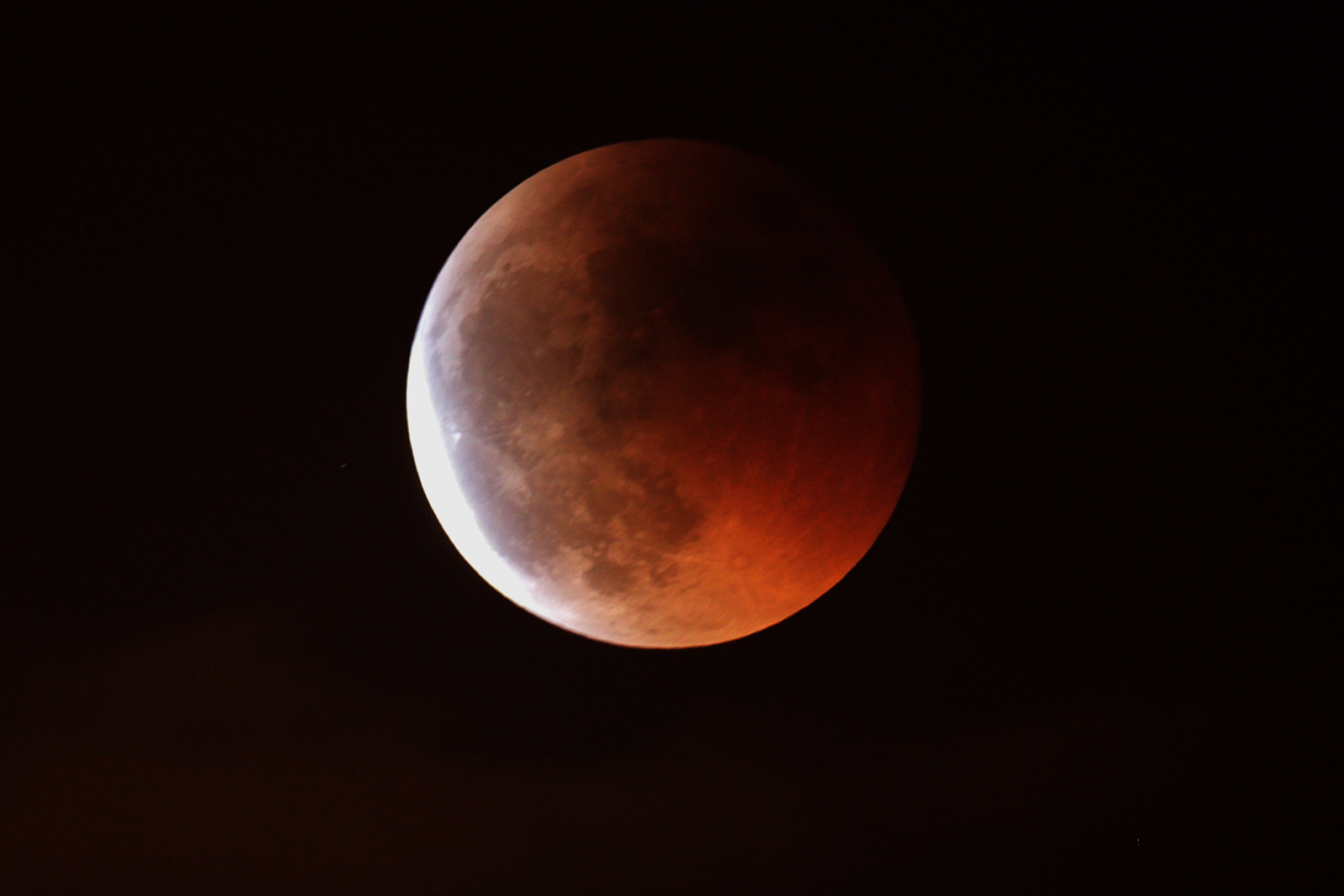
Eclipse lunar
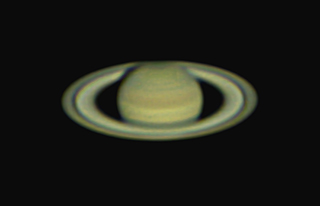
Saturno visto desde La Cañada el 1 de agosto de 2015
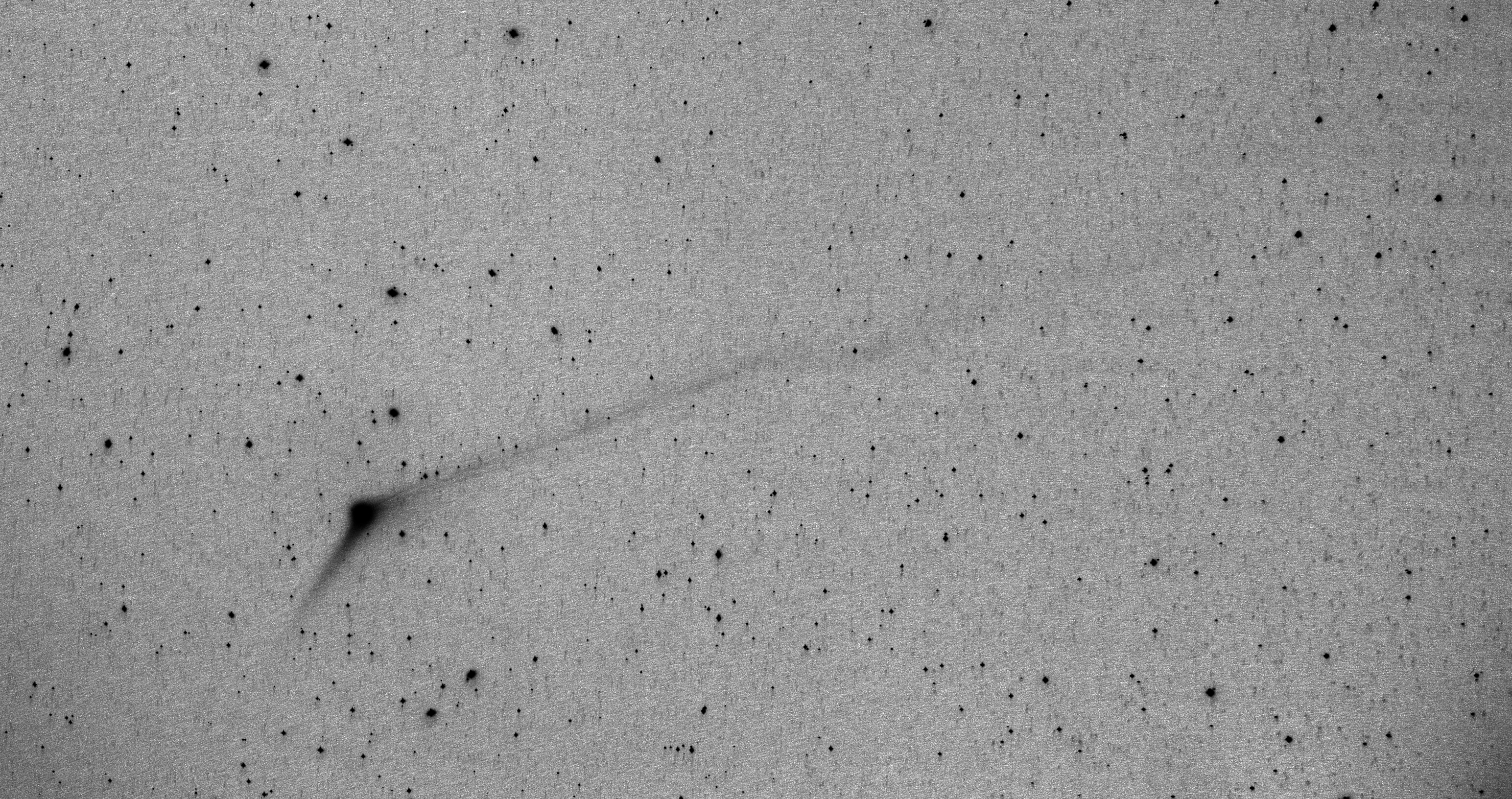
Cometa #C/2013 EE.UU.10 Catalina, visto de La Cañada el 6 de diciembre de 2015; acontecimiento de desconexión de la cola
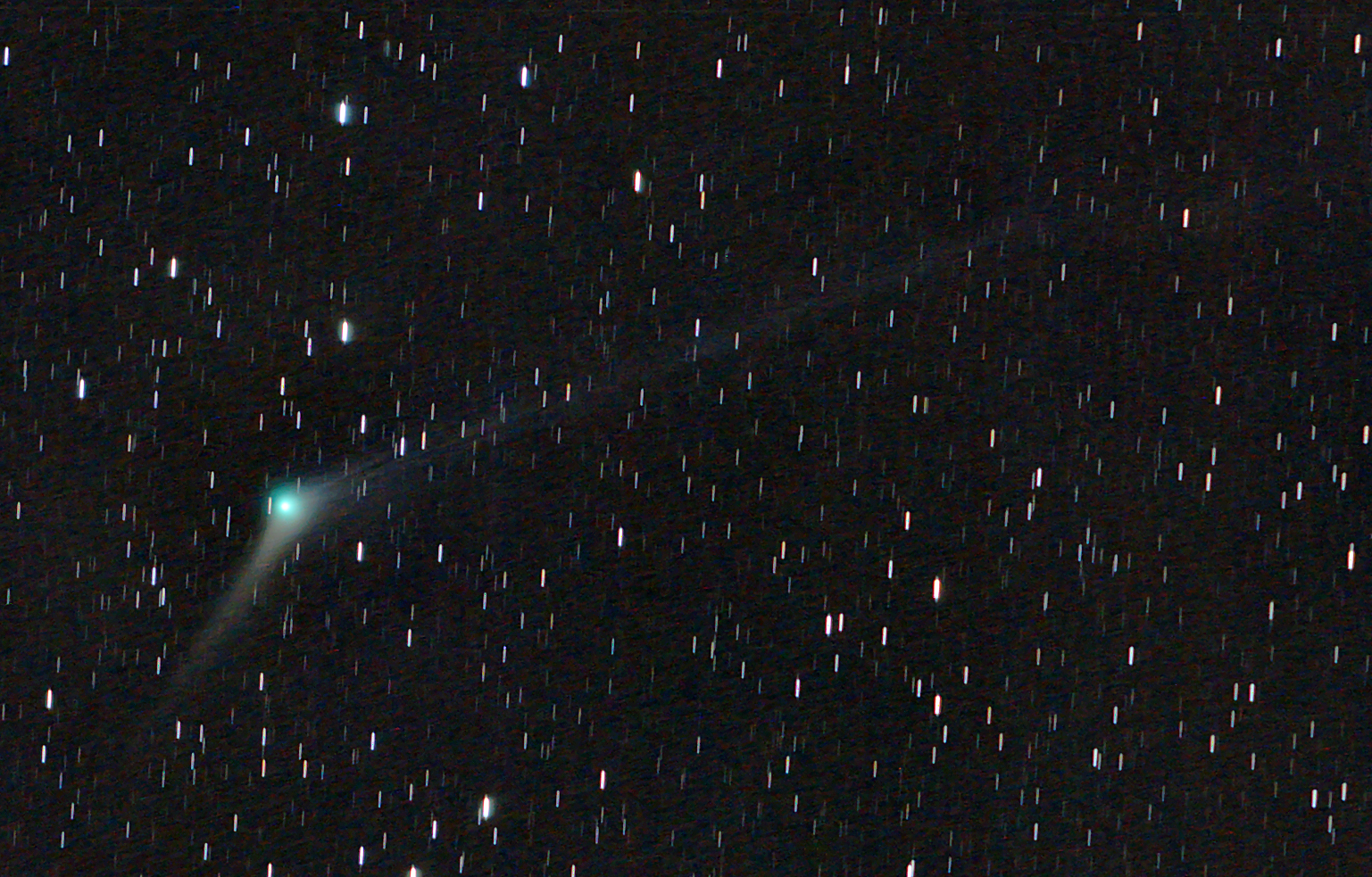
#C/2013 EE.UU.10 Catalina divisado el 6 de diciembre de 2015
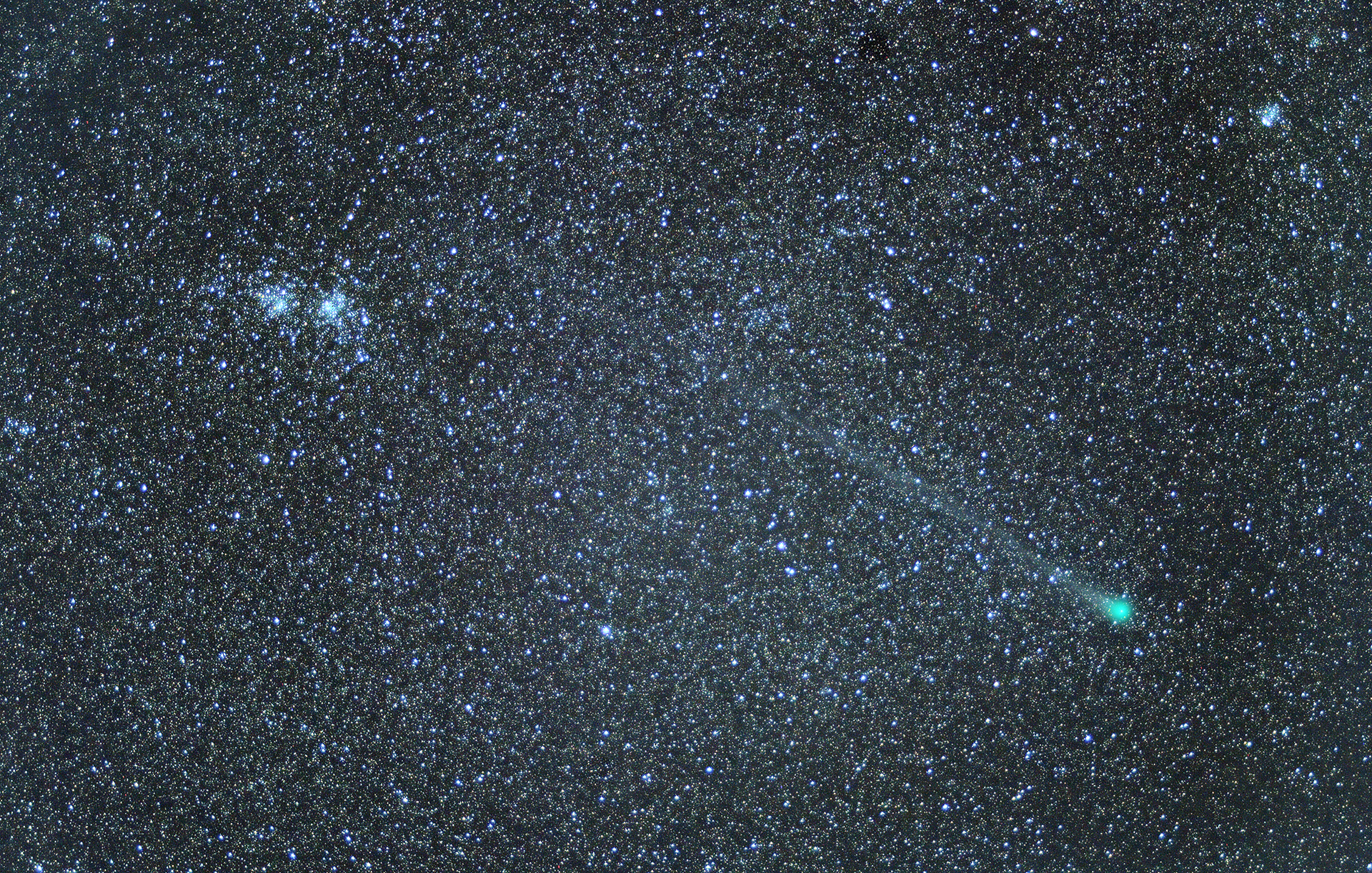
Cometa C2014_Q2 Lovejoy y el grupo de Perseo, doble imagen desde La Cañada, tomada el 27 de febrero de 2015
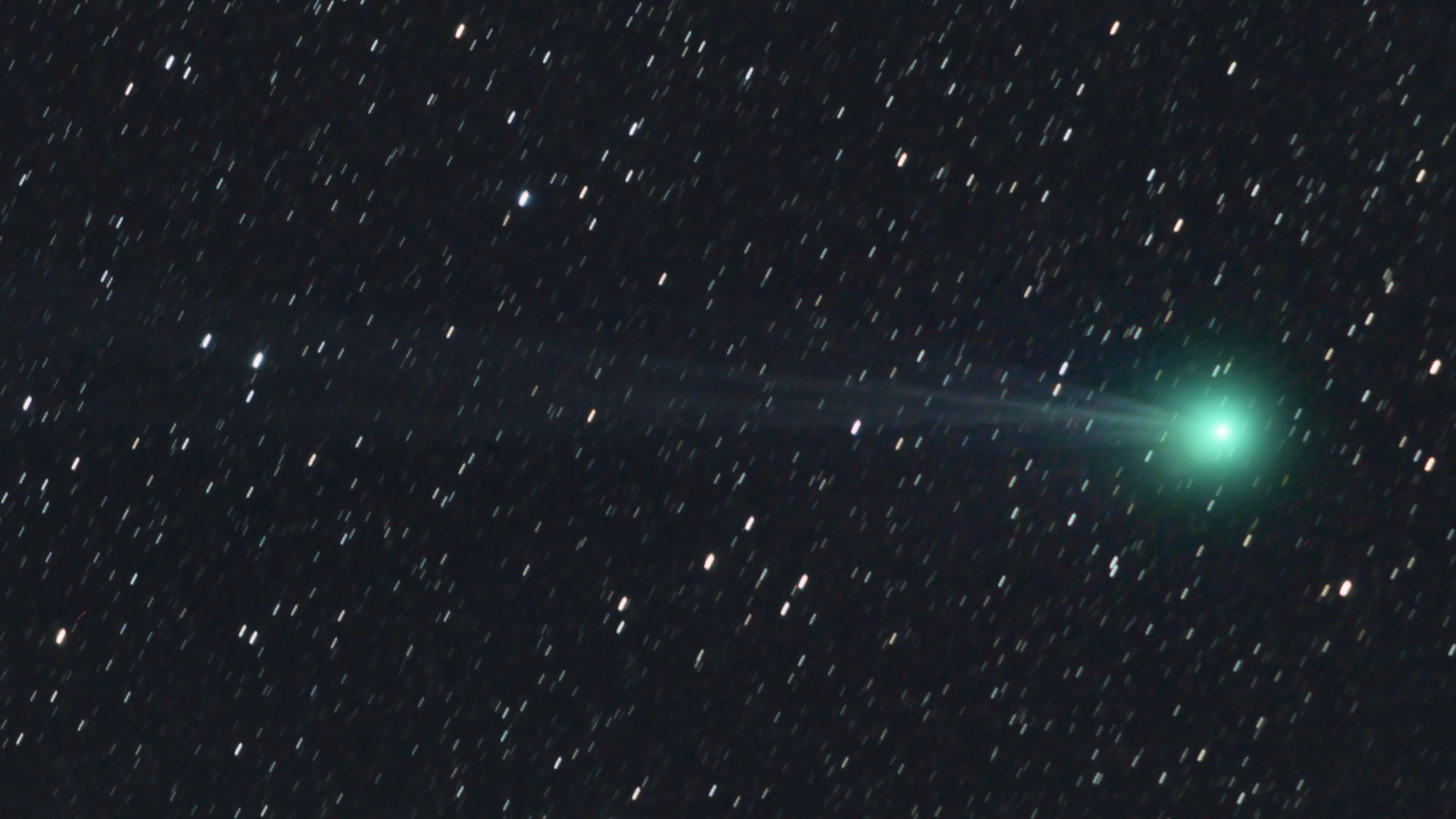
Cometa C/2014 Q2 Lovejoy, 24 de enero de 2015, La Cañada
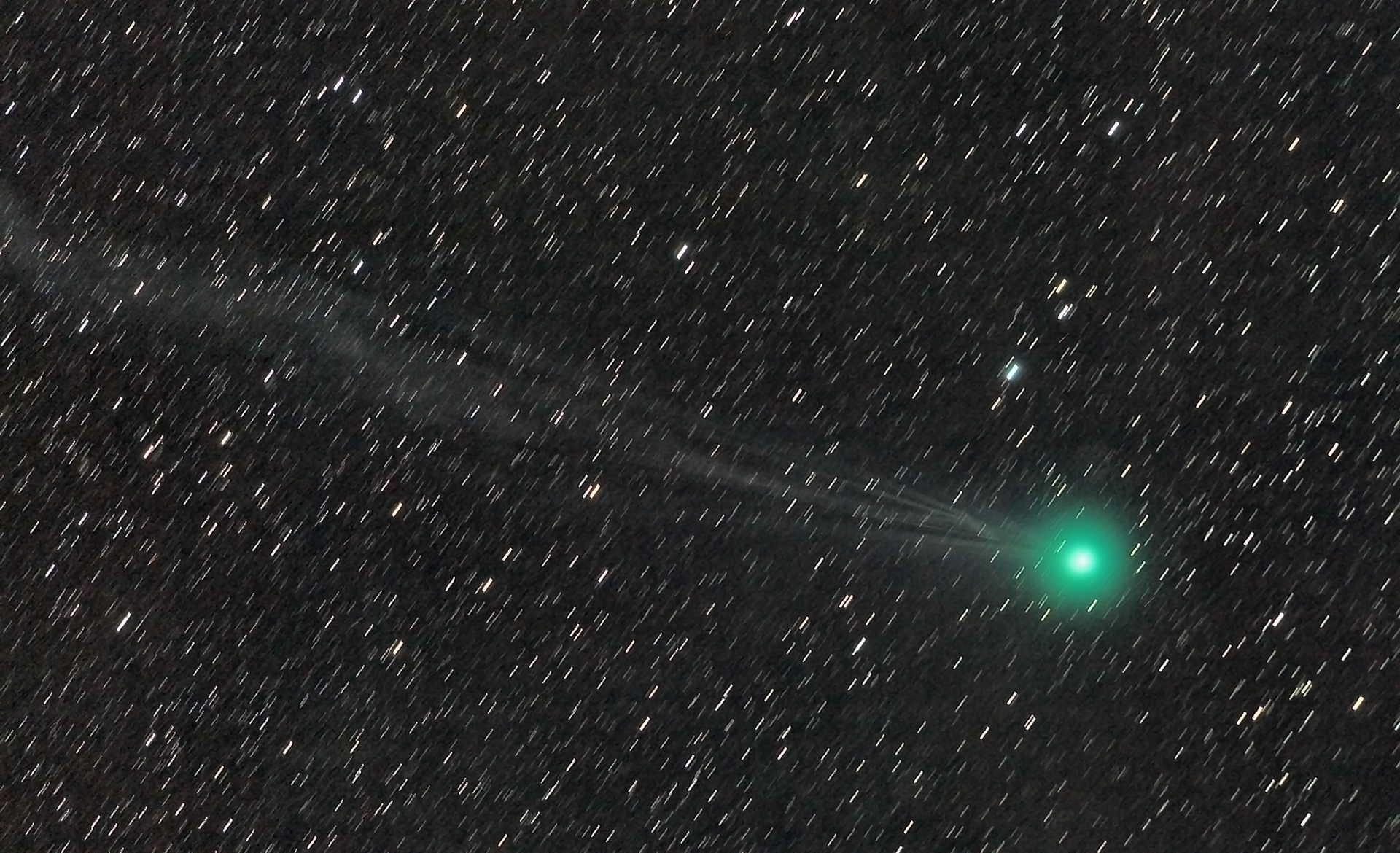
C2014 Q2 Lovejoy, 9 de enero de 2015, La Cañada
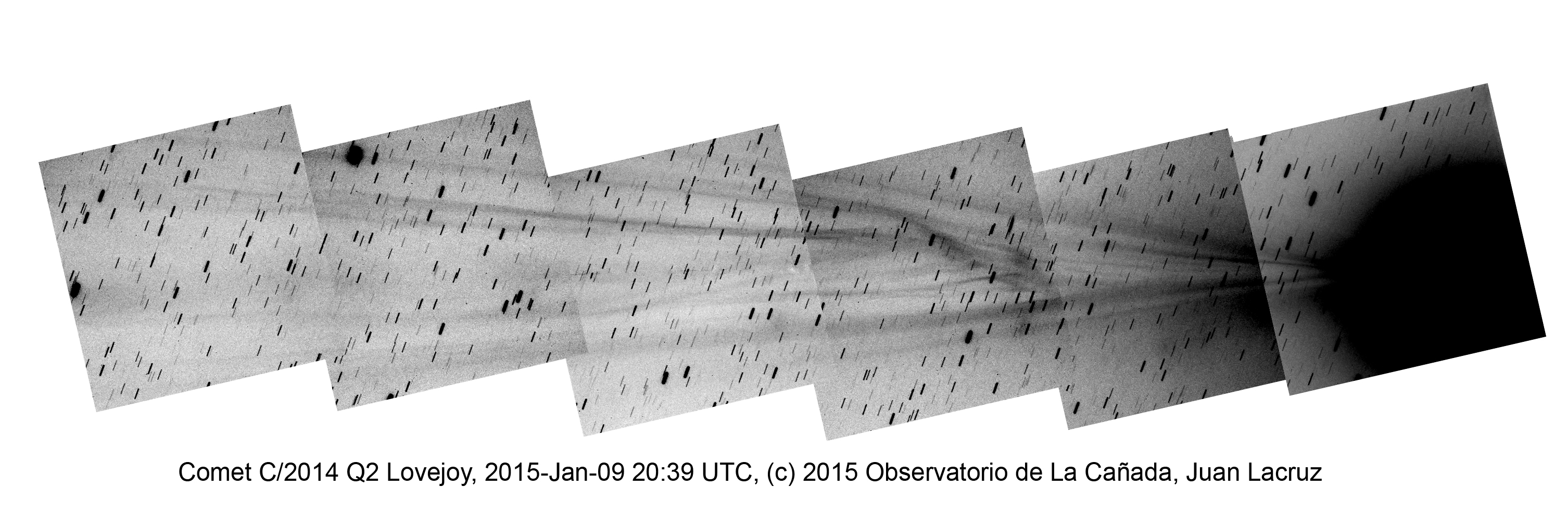
Cometa C/2014 Q2 Lovejoy, composición CCD de imágenes tomadas el 9 de enero de 2015, desde La Cañada por Juan Lacruz.
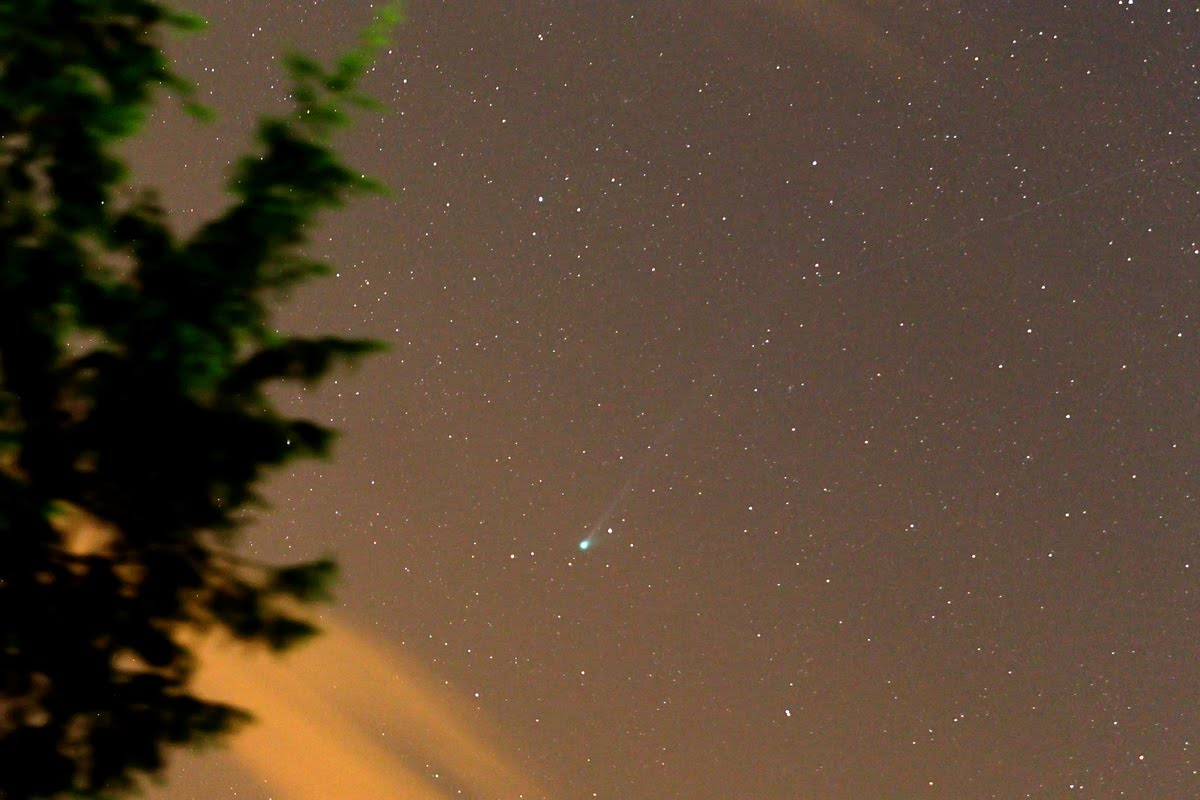
Cometa C/2009 R1 Mc Naught visto desde La Cañada, Ávila, el 19 de junio de 2010
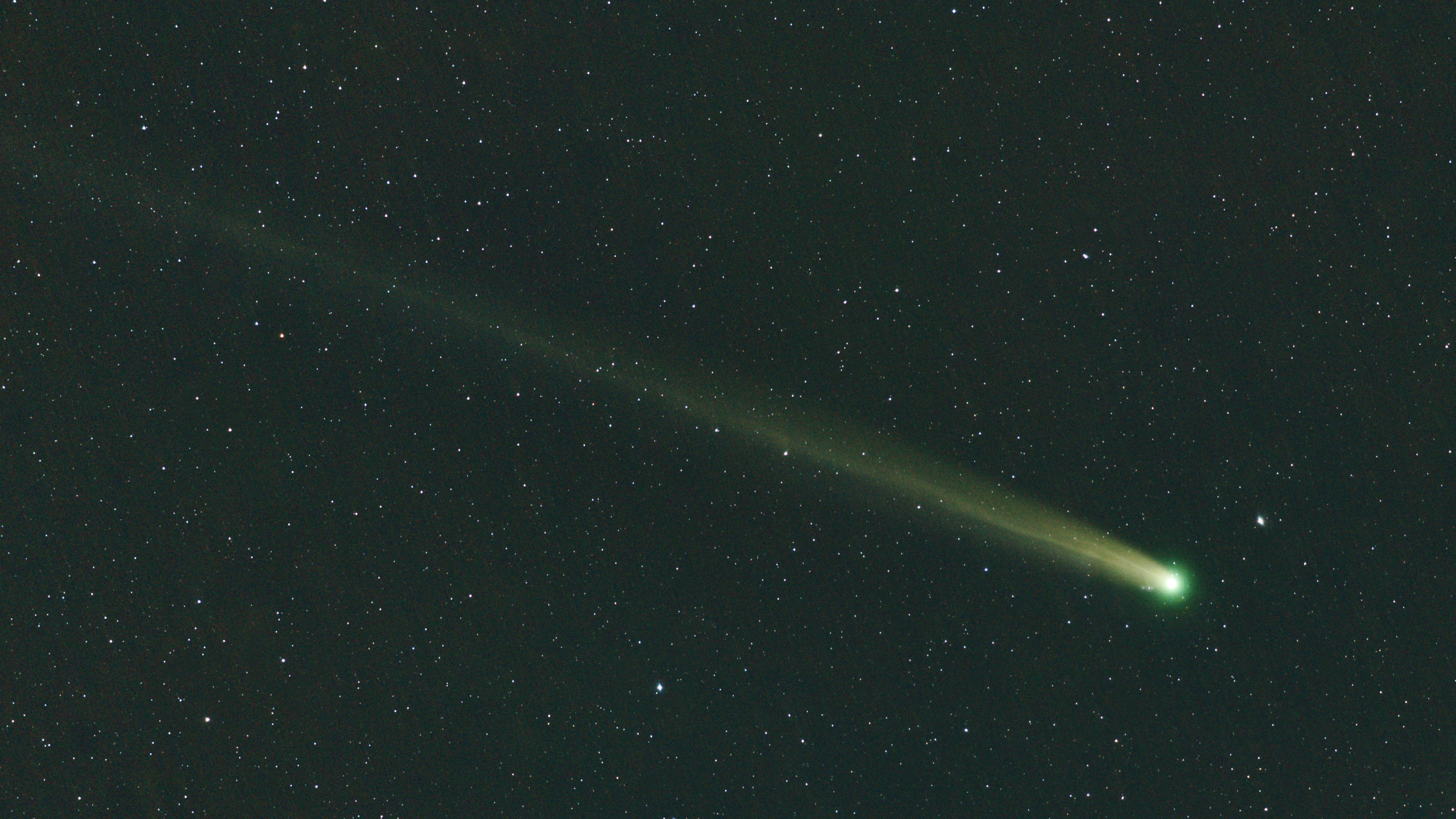
Cometa C/2013 R1 Lovejoy, 6 de diciembre de 2013, La Cañada
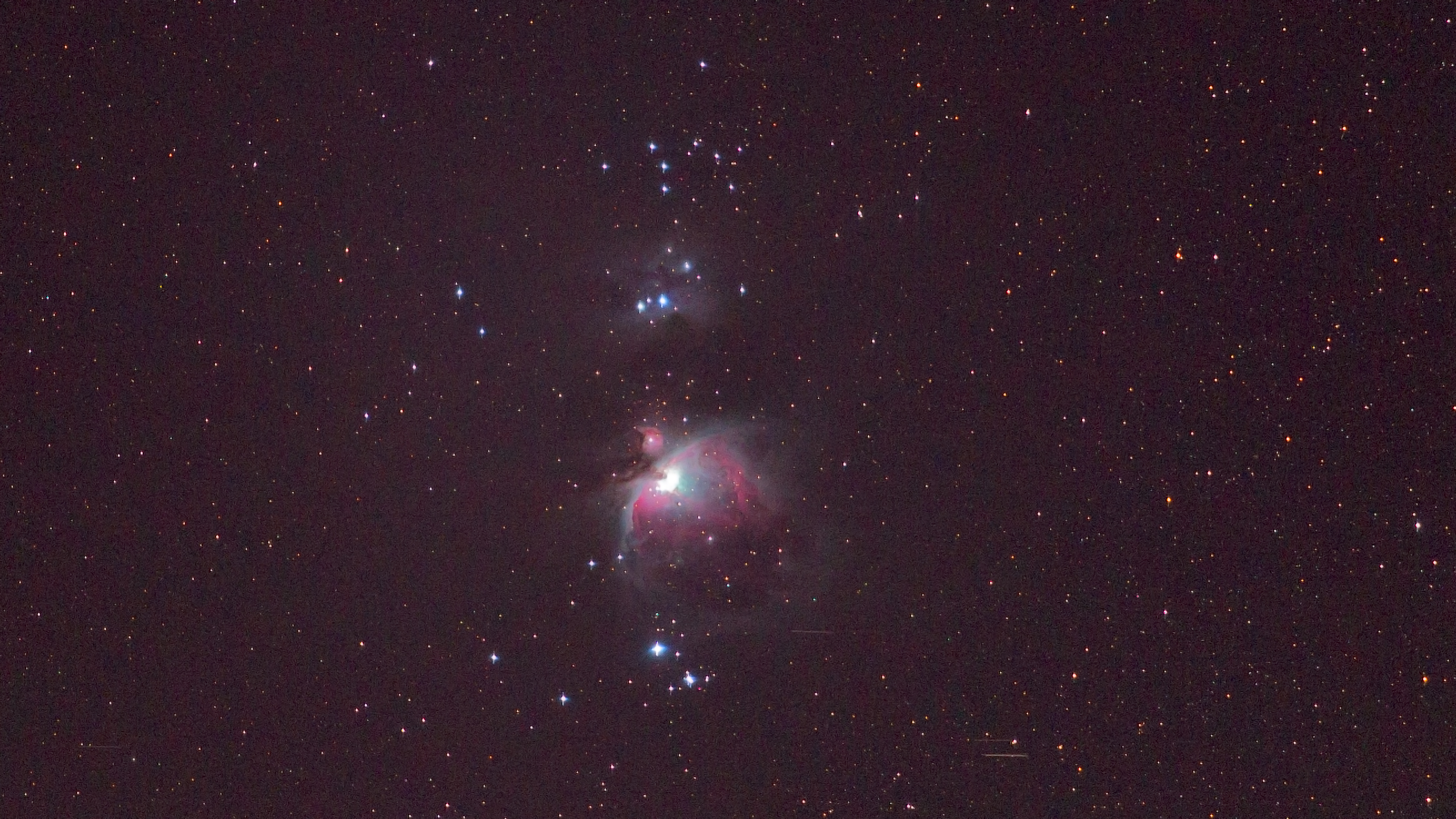
Nebulosa de Orión, La Cañada, 23 de noviembre de 2013
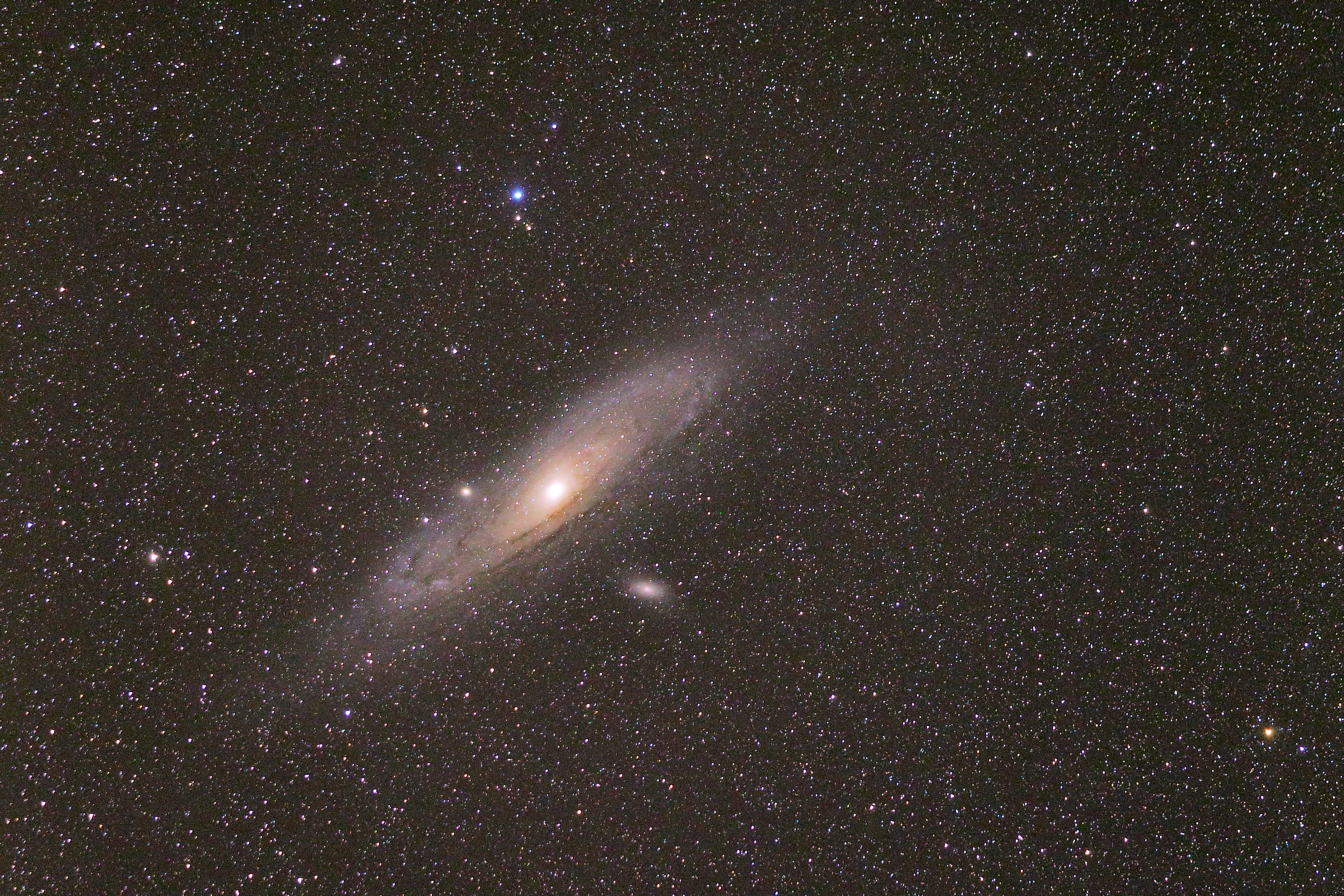
Galaxia de Andrómeda, 6 de diciembre de 2013
Galaxia de Andrómeda, 14 de noviembre de 2015
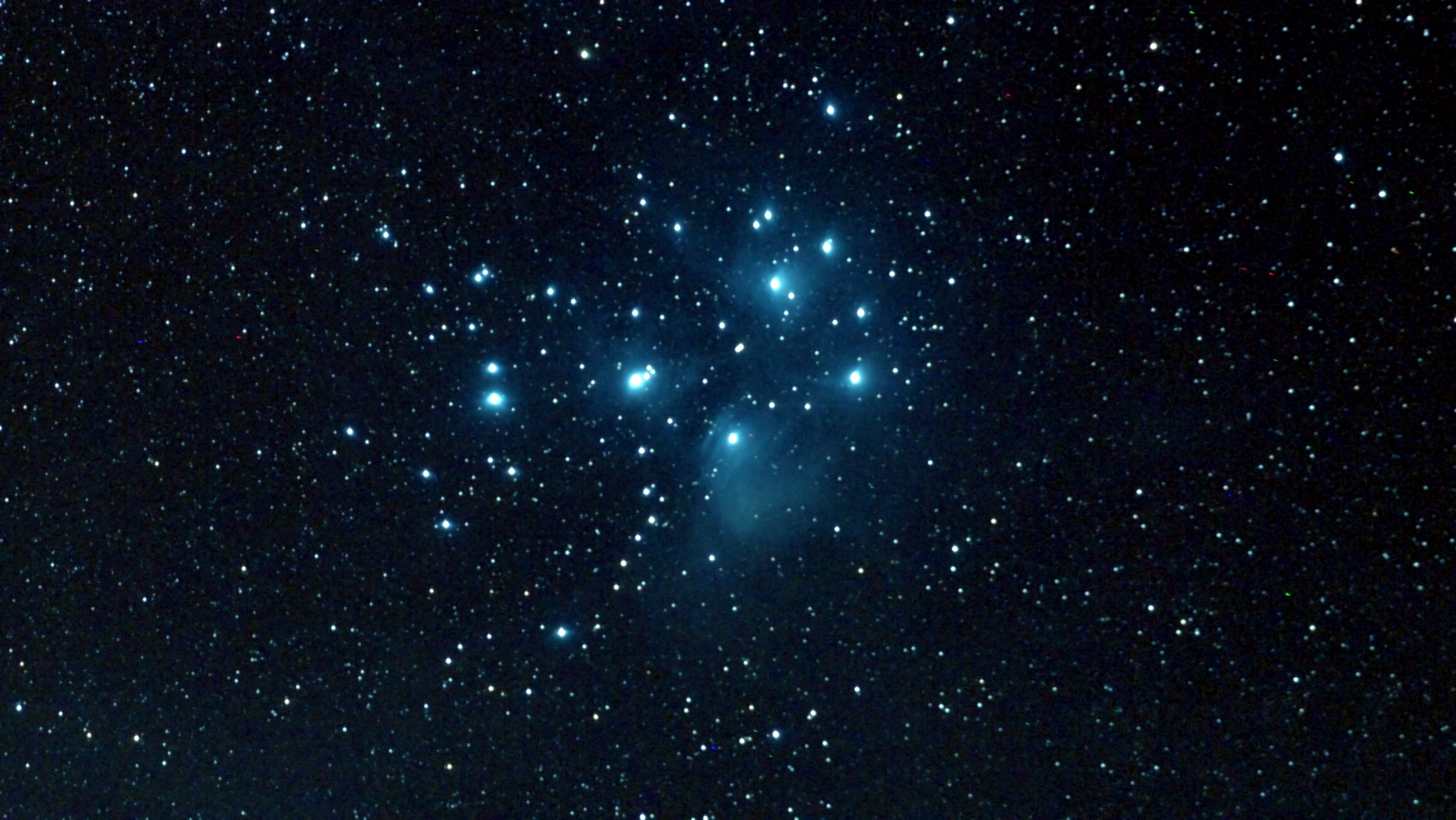
Las Pléyades

### Blogs
- Astronomía
- Tiempo y Naturaleza
- Meteoros y meteoritos

- Datos: Q7075452
- Multimedia: La Cañada Observatory / Q7075452